# Symphony of the Seas
Symphony of the Seas (с англ. — «Симфония морей») — круизный корабль класса Oasis, принадлежащий компании Royal Caribbean International. По состоянию на 2024 год является третьим крупнейшим пассажирским судном в мире, уступая лишь Wonder of the Seas и Icon of the Seas.
Корабль был построен на верфи «Шантье де л’Атлантик» в Сен-Назере, Франция. Он является четвертым в линейке Oasis.

## Хронология
- 29 октября 2015 года — заложен киль;
- 9 июня 2017 года — спуск на воду[5];
- 15-18 февраля 2018 года — ходовые испытания[6];
- 23 марта 2018 года — официально передан Royal Caribbean International;
- 24 марта 2018 года — корабль покинул верфь;
- 27 марта 2018 года — прибытие в Малагу[7][8]
- 29 марта 2018 года — судно прибыло в первый порт приписки в Барселоне[8];
- 31 марта 2018 года — первый пассажирский круиз;
- 7 апреля 2018 года — первый официальный рейс[9];
- 9 ноября 2018 года — прибытие в новый терминал Royal Caribbean в Порт-Майами.

## Описание
Symphony of the Seas — 18-палубный корабль с валовой вместимостью 228 081 брт при длине 361,011 м. Вмещает 5518 пассажиров при двухместном размещении, максимально способен принять на борт 6680 пассажиров, не считая экипажа из 2200 человек. Включает 16 гостевых палуб, 22 ресторана, 24 бассейна и 2759 кают. Имеются также детский аквапарк, полноразмерная баскетбольная площадка, каток и два тринадцатиметровых скалодрома. Помимо этого, на корабле разбит так называемый «центральный парк», содержащий более 20 000 тропических растений.
В качестве «крёстных» лайнера выступила семья актёров — Алекса Вега, Карлос Пена-младший и их двухлетний сын Оушен. Таким образом, впервые в отрасли, спонсорами корабля стала целая семья. Церемония крещения состоялась в Майами в ноябре 2018 года.

## Маршрут
Первый круиз Symphony of the Seas длился неделю по Средиземному морю, начавшись 7 апреля 2018 года в Барселоне, Испания.
В течение первого сезона корабль продолжал плавать из Барселоны по маршруту «7-Night Western Mediterranean Cruise». 28 октября 2018 года он отбыл в свой новый порт приписки, Майами во Флориде, США, чтобы совершать круизы уже по Карибскому морю.
Лайнер прибыл в Майами 9 ноября 2018 года. Круиз второго сезона проходит по восточной части Карибского моря и предусматривает остановки в Филипсбурге, Синт-Мартен; Бастере, Сент-Китс; Сан-Хуан, Пуэрто-Рико; Лабади, Гаити. Также действовал маршрут по Западному Карибскому морю, с остановками в Роатане, Гондурас; Коста-Майя, Мексика; Косумель, Мексика; Нассау, Багамские острова. В мае 2019 года Нассау заменили на Коко-Кей.

## Отзывы
Корабль Symphony of the Seas высоко оценён пассажирами. По состоянию на конец мая 2019 года база данных Cruiseline включала 410 обзоров со средним рейтингом 4,6 по пятибалльной шкале.

## Галерея
| - Ночной вид на Симфонию морей в Сен-Назере |